# Ініціатива дослідження космосу

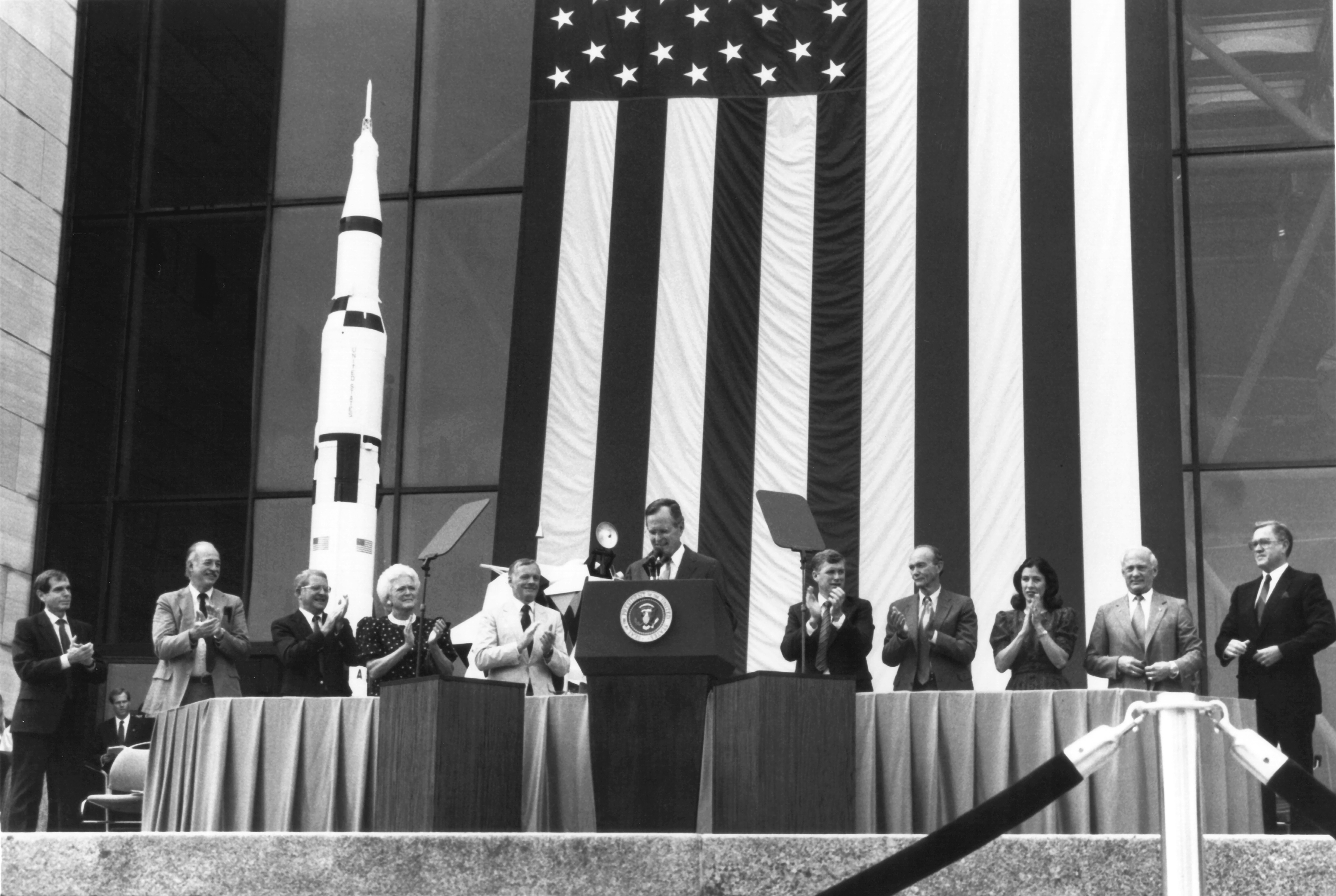
Президент Джордж Буш-старший оголошує Ініціативу з дослідження космосу на святкуванні 20-ї річниці висадки Аполлона-11 на Місяць у Національному музеї авіації та космонавтики

Ініціатива дослідження космосу була програмою космічної політики адміністрації Джорджа Буша-старшого, що тривала з 1989 по 1993 роки.

20 липня 1989 року, на 20-ту річницю висадки «Аполлона-11» на Місяць, президент США Джордж Буш-старший оголосив про план під назвою «Ініціатива дослідження космосу» (SEI). У своїй промові на сходах Національного музею авіації та космонавтики він розповів про плани побудови космічної станції «Freedom», повернення людей на Місяць для постійного перебування там, а також про відправлення астронавтів на Марс для дослідження цієї планети. Це не був 10-річний план, як у випадку програми «Аполлон», а довгострокове зобов'язання, що включало три основні елементи: будівництво космічної станції, повернення на Місяць і, зрештою, пілотовану місію на Марс. Президент підкреслив, що доля людства — це дослідження, а доля Америки — вести цей процес. Він доручив віце-президенту Дону Куейлу очолити Національну раду з космосу для визначення необхідних ресурсів, технологій та робочої сили для реалізації цих місій.
Зрештою, виконання ініціативи було передано NASA, однак під час президентства Білла Клінтона ця програма не отримала подальшого розвитку і була припинена.

## Передісторія
У серпні 1987 року комітет, очолюваний колишньою астронавткою доктором Саллі Райд, опублікував звіт під назвою «Лідерство та майбутнє Америки в космосі». У цьому документі Райд підтримала ідею створення постійної бази на Місяці до 2010 року та запропонувала висадку екіпажу на Марс на початку 21 століття.
5 січня 1988 року президент Рональд Рейган затвердив оновлену національну космічну політику США, яка спочатку була засекречена. 11 лютого було оприлюднено стислий «Інформаційний бюлетень», що містив основні положення цієї політики. Вона визначала шість основних цілей для космічної діяльності Сполучених Штатів, серед яких останньою була мета «розширити людську присутність і діяльність за межі орбіти Землі в Сонячну систему».
На думку НАСА, промова президента Буша 20 липня 1989 року внесла конкретику в цю політичну мету. Після цього адміністратор НАСА Річард Трулі ініціював дослідження можливих варіантів реалізації цілей президента, яке очолив директор Космічного центру Джонсона Аарон Коен. Результати цього дослідження, відомі як «90-денне дослідження місій на Місяць і Марс» (або просто «90-денне дослідження»), були опубліковані НАСА 20 листопада 1989 року.

## Розвиток

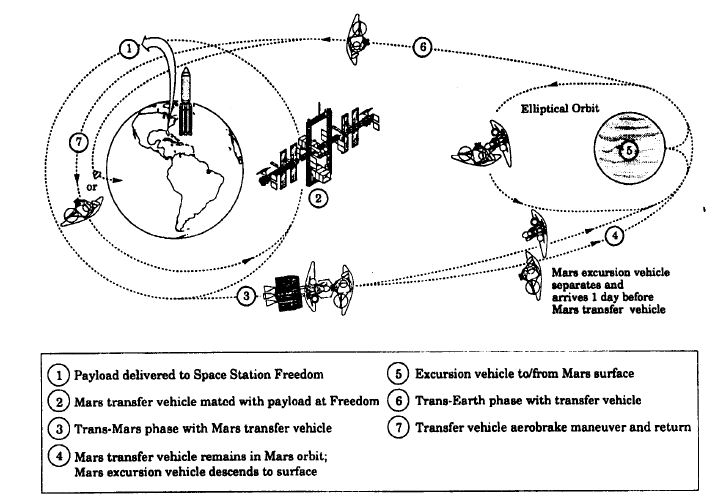
Дизайн місії на Марс

«90-денне дослідження» оцінило довгострокові витрати на реалізацію Ініціативи дослідження космосу (SEI) в приблизно 500 мільярдів доларів, розподілених на 20-30 років. За словами Стіва Діка, головного історика NASA, Національна академія наук в основному погодилася з результатами дослідження НАСА, однак Білий дім і Конгрес зустріли план НАСА вороже, насамперед через високу оцінку вартості. Зокрема, члени Конгресу від Демократичної партії майже одразу почали критикувати план Буша. Голова Бюджетного комітету, сенатор Джим Сассер, заявив: «Президент зробив один величезний стрибок у політичній риториці, але навіть не зробив маленького кроку у напрямку фінансової відповідальності. Суворий факт полягає в тому, що ця адміністрація навіть не має космічних пріоритетів, визначених на наступний рік, не кажучи вже про наступне століття». Його колега, сенатор від штату Теннессі Ел Гор, також висловив свою критику, сказавши: «Пропонуючи повернутися на Місяць без фінансування, без розкладу та без чіткого плану, президент Буш пропонує країні не виклик, щоб надихнути нас, а мрію, яка ненадовго розважить нас, мрію, така ж яскрава, як фільм Джорджа Лукаса, з таким же зв’язком з реальністю». Президент Буш намагався знайти міжнародних партнерів, але програму вважали занадто дорогою навіть для спільної міжнародної діяльності.
У серпні 1990 року віце-президент Куейл створив дорадчий комітет, відомий як «Комісія Августина», яка порадила НАСА зосередитися на дослідженнях космосу та науці про Землю, а також перейти до стратегії, орієнтованої на «програму з виходом за оплатою» для людських досліджень.

## Закінчення
1 квітня 1992 року Ден Голдін став адміністратором NASA, і під його керівництвом було ухвалено рішення призупинити дослідження людиною за межами орбіти Землі. Натомість було вирішено застосувати стратегію «швидше, краще, дешевше» до роботизованих космічних місій.
У вересні 1996 року, коли Національна науково-технічна рада Білого дому оприлюднила перегляд Національної космічної політики, в документі не було жодної згадки про дослідження людиною космосу за межами орбіти Землі. Наступного дня, під час передвиборчої поїздки по північно-західному узбережжі Тихого океану, президент Клінтон заявив, що пілотована місія на Марс занадто дорога, і підтвердив зобов'язання США щодо розвитку серії менш витратних зондів, таким чином виключивши дослідження людиною з національного космічного порядку денного.

## Проєкти

### Місії місячного орбітального апарата
Місії Lunar Orbiter дадуть додаткову інформацію про розподіл реголіту з високим вмістом TiO на всьому Місяці за допомогою гамма-спектроскопії. Метою було скласти детальну геохімічну та мінералогічну карту Місяця. Глобальне стереозображення для допомоги у виборі місця також було надано як функцію місії.
Програма CLL мала включати серію місій, подібних до «Аполлона», переважно роботизованих. Одна з місій називалася «Outpost Site Survey and Resource Assessment», і передбачала використання марсоходів. Обране місце для дослідження знаходилося в районі Mare Tranquillitatis, поблизу 15° пн. ш. та 22° сх. д. — кратер Пліній (діаметром 22 км), на східному краю 25–40-кілометрової смуги матеріалу, що відокремлює ковдру викиду від високогір'я на заході.

### Програма First Lunar Outpost (FLO)
Перший місячний форпост (FLO) став найдетальнішим дослідженням місячної бази в рамках Ініціативи дослідження космосу (SEI). Він мав стати основним проектом програми, з яким повинні були конкурувати інші пропозиції, такі як ILREC. Концепція FLO включала численні рекомендації з 1991 року зі звіту Stafford Synthesis, зокрема використання надважкої ракети-носія класу Nova для мінімізації потреби в складанні та операціях на низькій орбіті Землі (LEO) та на поверхні Місяця. FLO був суттєвим відходом від попередніх планів SEI, оскільки передбачав використання автономних транспортних засобів, а не багаторазових кораблів, які мали б запускатися з космічної станції «Freedom». Проект передбачав використання великих, простих пускових установок, здатних перевозити великі вантажі, а не численних малих і складних пусків. Це мало допомогти знизити витрати та скоротити час розробки. Програма майже повністю базувалася на наявних технологіях, таких як ракети «Сатурн» і космічна станція, і потребувала розробки лише посадкового апарата.

### Міжнародна ідея дослідження місячних ресурсів була запропонована як місійна концепція Кентом Джустеном, інженером Космічного центру Джонсона.
Міжнародну концепцію дослідження місячних ресурсів запропонував Кент Джустен, інженер Космічного центру Джонсона. Цей план передбачав залучення міжнародних партнерів, зокрема Радянського Союзу, для створення місячної бази та забезпечення сталого транспортного сполучення на Місяці. Основною ідеєю було проведення зустрічі апаратів на поверхні Місяця (LSR), де два космічні апарати могли б зістиковуватися для дозаправки, замість використання місячної орбіти «Аполлона» (LOR). Лабораторія реактивного руху NASA також пропонувала концепцію LSR для «Аполлона», однак її відхилили через необхідність розробки численних технологій, таких як використання місцевих ресурсів.

## Дивіться також
- Національна пускова система
- Космічний човник
- Мир
- HL-20
- Бачення дослідження космосу

## Відео
- Відео Ініціатива дослідження космосу (НАСА) 4 хв
- 1989 Оголошення Ініціативи дослідження космосу, 35 хв